# Lubiechnia Mała
Lubiechnia Mała (niem. Klein Lübbichow) – wieś sołecka w Polsce położona w województwie lubuskim, w powiecie słubickim, w gminie Rzepin.
W latach 1975–1998 miejscowość administracyjnie należała do województwa gorzowskiego.
Miejscowość położona jest przy drodze lokalnej Lubiechnia Wielka – Serbów, w pobliżu drogi wojewódzkiej nr 134.
We wsi był przystanek kolejowy Lubiechnia Mała.

## Zabytki
Do wojewódzkiego rejestru zabytków wpisany jest:
- kościół ewangelicki, obecnie rzymskokatolicki filialny pod wezwaniem Podwyższenia Krzyża Świętego, szachulcowo-drewniany, z 1669 roku.